# Сан Мигел Топилехо (Тлалпан)
Сан Мигел Топилехо (шп. San Miguel Topilejo) насеље је у Мексику у савезној држави Мексико Сити у општини Тлалпан. Насеље се налази на надморској висини од 2649 м.

## Становништво
Према подацима из 2010. године у насељу је живело 34603 становника.

### Хронологија
| Година       | 2000                  | 2005                  | 2010                  |
| ------------ | --------------------- | --------------------- | --------------------- |
| Становништво | 21966 (10775 / 11191) | 26764 (13153 / 13611) | 34603 (16921 / 17682) |

### Попис
| \| \| м \| \| \| ж \| \| 0—2 \| 991 \| \| \| 949 \| \| 3—5 \| 1.060 \| \| \| 999 \| \| 6—11 \| 1.987 \| \| \| 1.909 \| \| 12—14 \| 956 \| \| \| 905 \| \| 15—17 \| 992 \| \| \| 1.062 \| \| 18—24 \| 2.321 \| \| \| 2.356 \| \| 60+ \| 876 \| \| \| 1.031 \| \| Просек : \| 28,2 \| \| \| 29,2 \| |       |  |  |       |
| |       |  |  |       |
| | м     |  |  | ж     |
| 0—2 | 991   |  |  | 949   |
| 3—5 | 1.060 |  |  | 999   |
| 6—11 | 1.987 |  |  | 1.909 |
| 12—14 | 956   |  |  | 905   |
| 15—17 | 992   |  |  | 1.062 |
| 18—24 | 2.321 |  |  | 2.356 |
| 60+ | 876   |  |  | 1.031 |
| Просек : | 28,2  |  |  | 29,2  |

| #   | Индикатор                                                                                        | Вредност |
| --- | ------------------------------------------------------------------------------------------------ | -------- |
| 1   | Становништво од 0 до 2 године                                                                    | 1940     |
| 2   | Мушко становништво од 0 до 2 године                                                              | 991      |
| 3   | Женско становништво од 0 до 2 године                                                             | 949      |
| 4   | Становништво са 3 и више година                                                                  | 31090    |
| 5   | Мушко становништво са 3 и више година                                                            | 15148    |
| 6   | Женско становништво са 3 и више година                                                           | 15942    |
| 7   | Становништво са 5 и више година                                                                  | 29678    |
| 8   | Мушко становништво са 5 и више година                                                            | 14400    |
| 9   | Женско становништво са 5 и више година                                                           | 15278    |
| 10  | Становништво са 12 и више година                                                                 | 25135    |
| 11  | Мушко становништво са 12 и више година                                                           | 12101    |
| 12  | Женско становништво са 12 и више година                                                          | 13034    |
| 13  | Становништво са 15 и више година                                                                 | 23274    |
| 14  | Мушко становништво са 15 и више година                                                           | 11145    |
| 15  | Женско становништво са 15 и више година                                                          | 12129    |
| 16  | Становништво са 18 и више година                                                                 | 21220    |
| 17  | Мушко становништво са 18 и више година                                                           | 10153    |
| 18  | Женско становништво са 18 и више година                                                          | 11067    |
| 19  | Становништво од 3 до 5 година                                                                    | 2059     |
| 20  | Мушко становништво од 3 до 5 година                                                              | 1060     |
| 21  | Женско становништво од 3 до 5 година                                                             | 999      |
| 22  | Становништво од 6 до 11 година                                                                   | 3896     |
| 23  | Мушко становништво од 6 до 11 година                                                             | 1987     |
| 24  | Женско становништво од 6 до 11 година                                                            | 1909     |
| 25  | Становништво од 8 до 14 година                                                                   | 4465     |
| 26  | Мушко становништво од 8 до 14 година                                                             | 2296     |
| 27  | Женско становништво од 8 до 14 година                                                            | 2169     |
| 28  | Становништво од 12 до 14 година                                                                  | 1861     |
| 29  | Мушко становништво од 12 до 14 година                                                            | 956      |
| 30  | Женско становништво од 12 до 14 година                                                           | 905      |
| 31  | Становништво од 15 до 17 година                                                                  | 2054     |
| 32  | Мушко становништво од 15 до 17 година                                                            | 992      |
| 33  | Женско становништво од 15 до 17 година                                                           | 1062     |
| 34  | Становништво од 18 до 24 године                                                                  | 4677     |
| 35  | Мушко становништво од 18 до 24 године                                                            | 2321     |
| 36  | Женско становништво од 18 до 24 године                                                           | 2356     |
| 37  | Женско становништво од 15 до 49 година                                                           | 9797     |
| 38  | Становништво са 60 и више година                                                                 | 1907     |
| 39  | Мушко становништво са 60 и више година                                                           | 876      |
| 40  | Женско становништво са 60 и више година                                                          | 1031     |
| 41  | Однос између мушкараца и жена                                                                    | 95.7     |
| 42  | Становништво од нуле до 14 година                                                                | 9756     |
| 43  | Становништво од 15 до 64 године                                                                  | 22024    |
| 44  | Становништво од 65 година и више                                                                 | 1250     |
| 45  | Просечан број деце                                                                               | 2.05     |
| 46  | Становништво рођено у ентитету                                                                   | 26910    |
| 47  | Мушко становништво рођено у ентитету                                                             | 13305    |
| 48  | Женско становништво рођено у ентитету                                                            | 13605    |
| 49  | Становништво рођено у другом ентитету                                                            | 5999     |
| 50  | Мушко становништво рођено у другом ентитету                                                      | 2791     |
| 51  | Женско становништво рођено у другом ентитету                                                     | 3208     |
| 52  | Становништво од 5 година и више резидентно у ентитету у јуну 2005. године                        | 28927    |
| 53  | Мушко становништво старосног доба од 5 година и више, резидентно у ентитету у јуну 2005. године  | 14050    |
| 54  | Женско становништво старосног доба од 5 и више година, резидентно у ентитету у јуну 2005. године | 14877    |
| 55  | Становништво од 5 година и више које је живело у другом ентитету у јуну 2005. године             | 454      |
| 56  | Мушко становништво старије од 5 година које је живело у другом ентитету у јуну 2005. године      | 203      |
| 57  | Женско становништво старије од 5 година које је живело у другом ентитету у јуну 2005. године     | 251      |
| 58  | Становништво од 3 године и више које говори аутохтони језик                                      | 713      |
| 59  | Мушко становништво старо 3 године и више које говори аутохтони језик                             | 358      |
| 60  | Женско становништво старо 3 године и више које говори аутохтони језик                            | 355      |
| 61  | Становништво од 3 године и више које говори аутохтони језик и не говори шпански језик            | 7        |
| 62  | Мушко становништво старо 3 године и више које говори аутохтони језик и не говори шпански         | 0        |
| 63  | Женско становништво старо 3 године и више које говори аутохтони језик и не говори шпански језик  | 7        |
| 64  | Становништво старо 3 године и више које говори аутохтони језик и шпански                         | 610      |
| 65  | Мушко становништво старо 3 године и више које говори аутохтони језик и шпански                   | 316      |
| 66  | Женско становништво старо 3 године и више које говори аутохтони језик и шпански                  | 294      |
| 67  | Становништво од 5 година и више које говори аутохтони језик                                      | 713      |
| 68  | Становништво од 5 година и више које говори аутохтони језик и не говори шпански језик            | 7        |
| 69  | Становништво од 5 година и више које говори аутохтони језик и говори шпански језик               | 610      |
| 70  | Становништво у домородачким домаћинствима                                                        | 1919     |
| 71  | Становништво са ограничењима у активностима                                                      | 1505     |
| 72  | Становништво са ограниченим ходањем или кретањем, горе или доле                                  | 723      |
| 73  | Становници са ограничењима вида, чак и уз кориштење сочива                                       | 450      |
| 74  | Становништво са ограничењима говора, комуникације или конверзације                               | 133      |
| 75  | Становништво са ограниченим слухом                                                               | 162      |
| 76  | Становништво са ограничењима при одевању, купању или јелу                                        | 68       |
| 77  | Становништво са ограничењима у опажању или учењу једноставних ствари                             | 55       |
| 78  | Становништво са менталним ограничењима                                                           | 208      |
| 79  | Становништво без ограничења активности                                                           | 31346    |
| 80  | Становништво од 3 до 5 година које не похађа школу                                               | 948      |
| 81  | Мушко становништво од 3 до 5 година које не похађа школу                                         | 491      |
| 82  | Женско становништво од 3 до 5 година које не похађа школу                                        | 457      |
| 83  | Становништво од 6 до 11 година које не похађа школу                                              | 91       |
| 84  | Мушко становништво од 6 до 11 година које не похађа школу                                        | 52       |
| 85  | Женско становништво од 6 до 11 година које не похађа школу                                       | 39       |
| 86  | Становништво од 12 до 14 година које не похађа школу                                             | 130      |
| 87  | Мушко становништво од 12 до 14 година које не похађа школу                                       | 73       |
| 88  | Женско становништво од 12 до 14 година које не похађа школу                                      | 57       |
| 89  | Становништво од 15 до 17 година похађа школу                                                     | 1380     |
| 90  | Мушко становништво од 15 до 17 година похађа школу                                               | 662      |
| 91  | Женско становништво између 15 и 17 година живота у школи                                         | 718      |
| 92  | Становништво од 18 до 24 године похађа школу                                                     | 1200     |
| 93  | Мушко становништво од 18 до 24 године похађа школу                                               | 604      |
| 94  | Женско становништво од 18 до 24 године похађа школу                                              | 596      |
| 95  | Становништво од 8 до 14 година које не може да чита и пише                                       | 87       |
| 96  | Мушко становништво старосног доба од 8 до 14 година које не може да чита и пише                  | 36       |
| 97  | Женско становништво старосног доби од 8 до 14 година које не може да чита и пише                 | 51       |
| 98  | Становништво од 15 година и више које је неписмено                                               | 1096     |
| 99  | Мушко становништво од 15 година и више које је неписмено                                         | 354      |
| 100 | Женско становништво од 15 година и више које је неписмено                                        | 742      |
| 101 | Становништво старо 15 и више година без школовања                                                | 1511     |
| 102 | Мушко становништво старо 15 и више година без школовања                                          | 570      |
| 103 | Женско становништво старо 15 и више година без школовања                                         | 941      |
| 104 | Становништво старосног доба 15 и више година са непотпуним основним образовањем                  | 2083     |
| 105 | Мушко становништво старосног доба од 15 година и више са непотпуном основним образовањем         | 919      |
| 106 | Женско становништво старосног доба 15 и више година са непотпуном основним образовањем           | 1164     |
| 107 | Становништво старо 15 и више година са комплетним основним образовањем                           | 4549     |
| 108 | Мушко становништво старо 15 година и више са комплетним основним образовањем                     | 2213     |
| 109 | Женско становништво старо 15 и више година са комплетним основним образовањем                    | 2336     |
| 110 | Становништво старосног доба 15 и више година са непотпуним средњим образовањем                   | 1282     |
| 111 | Мушко становништво старосног доба од 15 година и више са непотпуним средњим образовањем          | 723      |
| 112 | Женско становништво старосног доба од 15 година и више са непотпуним средњим образовањем         | 559      |
| 113 | Становништво старо 15 и више година са пуним секундарном образовањем                             | 6703     |
| 114 | Мушко становништво старосног доба од 15 година и више са пуним секундарном образовањем           | 3359     |
| 115 | Женско становништво старосног доба од 15 година и више са пуним секундарном образовањем          | 3344     |
| 116 | Становништво старије од 18 година са постосновним образовањем                                    | 6330     |
| 117 | Мушко становништво старије од 18 година са постосновним образовањем                              | 3004     |
| 118 | Женско становништво старије од 18 година са постосновним образовањем                             | 3326     |
| 119 | Просечна оцена школовања                                                                         | 8.33     |
| 120 | Просечан ниво образовања мушке популације                                                        | 8.46     |
| 121 | Просечан ниво образовања женског становништва                                                    | 8.22     |
| 122 | Економски активно становништво                                                                   | 13969    |
| 123 | Економски активна мушка популација                                                               | 9149     |
| 124 | Економски активна женска популација                                                              | 4820     |
| 125 | Становништво које није економски активно                                                         | 11022    |
| 126 | Мушко становништво које није економски активно                                                   | 2867     |
| 127 | Женско становништво које није економски активно                                                  | 8155     |
| 128 | Запослено становништво                                                                           | 13494    |
| 129 | Запослено мушко становништво                                                                     | 8771     |
| 130 | Запослено женско становништво                                                                    | 4723     |
| 131 | Незапослена популација                                                                           | 475      |
| 132 | Незапослена мушка популација                                                                     | 378      |
| 133 | Незапослена женска популација                                                                    | 97       |
| 134 | Становништво без права на здравствене услуге                                                     | 18127    |
| 135 | Становништво које има право на здравствене услуге                                                | 14829    |
| 136 | Становништво које има право на ИМСС                                                              | 5467     |
| 137 | Становништво које има право на социјално осигурање                                               | 3012     |
| 138 | Становништво које има право на државно социјално осигурање                                       | 29       |
| 139 | Становништво које има право на опште осигурање или здравствено осигурање за нову генерацију      | 5577     |
| 140 | Становништво које је било једном или није било у браку током 12 година и више                    | 8447     |
| 141 | Венчано или уједињено становништво од 12 година и више                                           | 14260    |
| 142 | Становништво које је било у браку или уједињено 12 година и више                                 | 2362     |
| 143 | Становништво са католичком религијом                                                             | 27540    |
| 144 | Протестанти, еванђелисти и библијски следбеници различити од еванђелиста                         | 2914     |
| 145 | Становништво са другим религијама различитим од претходних                                       | 27       |
| 146 | Становништво без религије                                                                        | 994      |
| 147 | Укупно пописаних домаћинства                                                                     | 7649     |
| 148 | Пописна домаћинства на челу са мушкарцима                                                        | 5911     |
| 149 | Пописна домаћинства на челу са женама                                                            | 1738     |
| 150 | Становништво у пописним домаћинствима                                                            | 32930    |
| 151 | Становништво у пописним домаћинствима на челу са мушкарцима                                      | 26242    |
| 152 | Становништво у пописним домаћинствима на челу са женама                                          | 6688     |
| 153 | Укупно домаћинстава                                                                              | 9084     |
| 154 | Укупно насељених домаћинстава                                                                    | 8172     |
| 155 | Укупно приватних кућа                                                                            | 8561     |
| 156 | Насељени приватни домови                                                                         | 7649     |
| 157 | Укупно насељених приватних кућа                                                                  | 8169     |
| 158 | Ненасељене приватне куће                                                                         | 558      |
| 159 | Појединачна домаћинства за привремену употребу                                                   | 354      |
| 160 | Становници у насељеним приватним кућама                                                          | 32930    |
| 161 | Насељеност станара у приватним становима                                                         | 4.31     |
| 162 | Просечно становника по соби у приватним насељеним домаћинствима                                  | 1.27     |
| 163 | Појединачна домаћинства са подовима од различитих материјала од земље                            | 7270     |
| 164 | Појединачна домаћинства у приземљу                                                               | 321      |
| 165 | Појединачна домаћинства са једном спаваћом собом                                                 | 3301     |
| 166 | Појединачна домаћинства са две спаваће собе и више                                               | 4281     |
| 167 | Појединачна домаћинства са једним собом                                                          | 1074     |
| 168 | Појединачна домаћинства са две собе                                                              | 1619     |
| 169 | Појединачна домаћинства са 3 собе и више                                                         | 4890     |
| 170 | Појединачна домаћинства која имају електрично светло                                             | 7570     |
| 171 | Појединачна домаћинства која немају електрично светло                                            | 28       |
| 172 | Појединачна домаћинства која имају водоводну воду у стамбеном простору                           | 2295     |
| 173 | Појединачна домаћинства која немају водоводну воду у стамбеном простору                          | 5278     |
| 174 | Појединачна домаћинства која имају тоалет                                                        | 7464     |
| 175 | Појединачна домаћинства која имају канализацију                                                  | 7311     |
| 176 | Појединачна домаћинства која немају канализацију                                                 | 274      |
| 177 | Појединачна домаћинства која имају електрично светло, довод воде из јавне мреже и канализацију   | 2263     |
| 178 | Појединачна домаћинства без икаквих услова                                                       | 68       |
| 179 | Појединачна домаћинства која имају радио                                                         | 6723     |
| 180 | Појединачна домаћинства која имају телевизор                                                     | 7354     |
| 181 | Појединачна домаћинства која имају фрижидер                                                      | 5560     |
| 182 | Појединачна домаћинства која имају машину за веш                                                 | 4903     |
| 183 | Појединачна домаћинства која имају аутомобил или комби                                           | 2790     |
| 184 | Појединачна домаћинства која имају рачунар                                                       | 1718     |
| 185 | Појединачна домаћинства која имају фиксну телефонску линију                                      | 3877     |
| 186 | Појединачна домаћинства која имају мобилни телефон                                               | 5046     |
| 187 | Појединачна домаћинства која имају приступ интернету                                             | 990      |
| 188 | Величина локације                                                                                | 9        |